# Montagny-sur-Grosne
Montagny-sur-Grosne korábbi község (település) Franciaországban, Saône-et-Loire megyében. 2019. január 1-jén Brandon és Clermain községgel egyesült és Navour-sur-Grosne új község része lett.
Lakosainak száma 113 fő (2018. január 1.). Montagny-sur-Grosne La Chapelle-du-Mont-de-France, Brandon, Dompierre-les-Ormes és Trambly községekkel határos.

## Népesség
A település népességének változása:
| Lakosok száma | 113  | 124  | 125  | 117  | 113  |
|               | 2013 | 2015 | 2016 | 2017 | 2018 |